# Liste des épisodes de Magnum

Cette page présente la liste des épisodes de la série télévisée américaine Magnum (Magnum, P.I.).

## Liste des épisodes

### Première saison (1980-1981)
1. Surtout pas de neige à Hawaii : 1re partie (Don't Eat the Snow in Hawaii: Part 1) avec Robert Loggia
2. Surtout pas de neige à Hawaii : 2e partie (Don't Eat the Snow in Hawaii: Part 2) avec Judge Reinhold
3. La Poupée chinoise (China Doll) avec George Kee Cheung
4. Les Petites Pestes (Thank Heaven for Little Girls and Big Ones) avec Lauri Hendler
5. Pas besoin de savoir (No Need to Know) avec Richard Johnson
6. Dans la peau (Skin Deep) avec Ian McShane
7. Plus jamais ça (Never Again, never Again) avec Robert Ellenstein
8. Une vie de chien (The Ugliest Dog in Hawaii) avec Michael V. Gazzo
9. Disparu au combat (Missing in Action) avec Rebecca Holden
10. On n'oublie jamais (Lest We Forget) avec José Ferrer
11. La Malédiction du roi (The Curse of the King Kamehameha Club) avec Lew Ayres
12. Dette de vie, dette d'honneur (Thicker Than Blood) avec Jeff MacKay
13. Floyd (All Roads Lead to Floyd) avec Red West
14. Adélaïde (Adelaide) avec Cameron Mitchell
15. Pièges (Don't Say Goodbye) avec Ted Danson
16. L'Orchidée noire (The Black Orchid) avec John Ireland
17. Les Fouineuses (J. « Digger » Doyle) avec Erin Gray
18. Le Marathon (Beauty Knows no Pain) avec Marcia Wallace

### Deuxième saison (1981-1982)
1. Billy Joe (Billy Joe Bob) avec James Whitmore Jr.
2. Le Chenal maudit (Dead Man's Channel) avec Ina Balin
3. Le Fantôme de la plage (The Woman on the Beach) avec Judith Chapman
4. Asile politique (From Moscow to Maul) avec Allan Rich
5. Souvenirs ineffaçables : 1re partie (Memories Are Forever: Part 1) avec Soon-Tek Oh
6. Souvenirs ineffaçables : 2e partie (Memories Are Forever: Part 2) avec Lance LeGault
7. Folie tropicale (Tropical Madness) avec Roy Dotrice
8. La Dernière Vague (Wave Goodbye) avec Vic Morrow
9. Mad Buck (Mad Buck Gibson) avec Darren McGavin
10. L'Enlèvement (The Taking of Dick Mc Williams) avec Guy Stockwell
11. Entrez dans la danse (The Sixth Position) avec Signe Hasso
12. L'Auteur fantôme (Ghost Writer) avec Elisha Cook Jr.
13. Le Terroriste (The Jororo Kill) avec Tyne Daly
14. Un ordinateur pour deux (Computer Date) avec Charles Aidman
15. Amnésie (Try to Remember)
16. La Prisonnière de la tour (Italian Ice) avec Mimi Rogers
17. Une rude saison (One More Summer) avec Pat Morita
18. La Preuve (Texas Lightning) avec Julie Sommars
19. Illusion et réalité (Double Jeopardy) avec Dana Wynter
20. La Dernière Page (The Last Page) avec Joanna Kerns
21. Un vrai professionnel (The Elmo Ziller Story) avec Med Flory
22. Tout au dernier vivant (Three Minus Two) avec Jill St. John

### Troisième saison (1982-1983)
1. Avez-vous vu le soleil se lever ? : 1re partie (Did you See the Sunrise: Part 1) avec Paul Burke
2. Avez-vous vu le soleil se lever ? : 2e partie (Did you See the Sunrise: Part 2) avec Bo Svenson
3. Le Dieu poison 1e partie (Ki'i's don't Lie) (Suite diffusée dans la série Simon et Simon - Deuxième saison, épisode La fille aux émeraudes) avec Morgan Fairchild
4. Copie conforme (The Eighth Part of the Village)
5. Le Rythme de la vie (Past Tense) avec Drew Snyder
6. Mau-Mau (Black on White) avec Ian McShane
7. Le Miroir de l'âme (Flashback) avec Anne Lockhart
8. Le Fleuret (Foiled Again) avec Nicholas Hammond
9. Le Match (Mr White Death) avec Ernest Borgnine
10. Double Mixte (Mixed Doubles) avec Henry Gibson
11. Les Ultimes Honneurs (Almost Home) avec Jean Bruce Scott
12. La Coupable (Heal Thyself) avec Marcia Strassman
13. Sain d'esprit (Of Sound Mind) avec Donnelly Rhodes
14. Kenzan (The Arrow That Is Not Aimed) avec Mako
15. Teresa (Basket Case) avec William Schallert
16. L'Ornithologiste (Birdman of Budapest) avec Joseph Wiseman
17. In matrimonium (I do?) avec Dick O'Neill
18. Le Poids du passé (Forty Years from Sand Island) avec James Shigeta
19. Illusion d'immortalité (Legacy from a Friend) avec Annie Potts
20. Le Temple khmer (Two Birds of a Feather) avec Richard Roundtree
21. Vrai ou faux ? (By its Cover) avec Stuart Margolin
22. Une naissance orageuse (The Big Blow) avec James Doohan
23. La Ballade irlandaise (Faith and Begorrah) avec Richard Johnson

### Quatrième saison (1983-1984)
1. Record battu (Home from the Sea) avec Robert Pine
2. Dossier 521 (Luther Gillis : File 521) avec Eugene Roche
3. La Vie en rose (Smaller than Life)
4. Petite sœur (Distant Relative) avec Carol Channing
5. Ces dames de Fontainebleau (Limited Engagement) avec Darleen Carr
6. Lettre à une duchesse (Letter to a Duchess) avec Jane Merrow
7. Quitte ou Double (Squeeze Play) avec Dick Shawn
8. La Dette (A Sense of Debt) avec Shannen Doherty
9. Visions (The Look) avec Jean Bruce Scott
10. Oh ! Douce nuit (Operation : Silent Night) avec Ed Lauter
11. Le Prince de Jororo (Jororo Farewell) avec John Saxon
12. Le Monde est un théâtre (The Case of the Red Faced Thespian) avec June Chadwick
13. Le Bon Samaritain (No More Mr Nice Guy) avec Kathleen Lloyd
14. Rembrandt fait du camping (Rembrandt's Girl) avec Carol Burnett
15. La Voix du paradis (Paradise Blues)
16. Ni une ni deux (The Return of Luther Gillis) avec Sheree North
17. Œil pour œil (Let the Punishment Fit the Crime) avec Kay Lenz
18. Celui qui se prenait pour l'autre (Holmes is Where the Heart Is) avec Patrick Macnee
19. Cas de conscience (On Face value) avec Talia Balsam
20. Le Passé au présent (Dream a Little Dream)
21. Le Témoin (I Witness) avec Denise Nicholas

### Cinquième saison (1984-1985)
1. Prémonitions : 1re partie (Echoes of the Mind: Part 1) avec Sharon Stone
2. Prémonitions : 2e partie (Echoes of the Mind: Part 2) avec Carolyn Seymour
3. Réapparition (Mac's Back) avec Jeff MacKay
4. L'Héritage (The Legacy of Garwood Huddle) avec Belinda Montgomery
5. Les Bas-fonds (Under World) avec Richard Lawson
6. L'Extralucide (Fragments) avec Samantha Eggar
7. Que justice soit faite (Blind Justice) avec Barbara Rush
8. Meurtre 101 (Murder 101) avec Harry Townes
9. Tran Quoc Jones (Tran Quoc Jones) avec Terry Kiser
10. Chantage (Luther Gillis : File 001) avec Eugene Roche
11. Fiction ou réalité (Kiss of the Saber) avec Soon-Tek Oh
12. Jeux dangereux (Little Games) avec Cesar Romero
13. Professeur Jonathan (Professor Jonathan Higgins)
14. Contrainte (Compulsion) avec David Hemmings
15. Tous pour un : 1re partie (All for One: Part 1) avec Robert Forster
16. Tous pour un : 2e partie (All for One: Part 2) avec Dustin Nguyen
17. Bateau à vendre (The Love-for-Sale Boat) avec Kam Fong
18. Donne-moi la musique (Let me Hear the Music) avec Dennis Weaver
19. Madame Jones (Mrs Jones) avec Sam Anderson
20. L'Homme de Marseille (The Man from Marseilles)
21. Torah Torah Torah (Torah, Torah, Torah) avec Nehemiah Persoff
22. La Danseuse (A Pretty Good Dancing Chicken) avec Hari Rhodes

### Sixième saison (1985-1986)
1. Déjà vu : 1re partie (Déjà vu: Part 1) avec Francesca Annis
2. Déjà vu : 2e partie (Déjà vu: Part 2) avec Peter Davison
3. Opération liberté (Old Acquaintance) avec Brock Peters
4. Les Vents de Kona (The Kona Winds) avec Frank Converse
5. Hôtel Dick (The Hotel Dick) avec Candy Clark
6. La Méprise (Round and Around) avec Larry B. Scott
7. La Lettre volée (Going Home) avec David Huddleston
8. Les Paniolos (Paniolo) avec Doug McClure
9. La Course au trésor (The Treasure of Kalaniopu'u) avec Nancy Stafford
10. La Taupe (Blood and Honor) avec Jeff Yagher
11. Le Mal des profondeurs (Rapture) avec John Bennett Perry
12. Que la fête continue (I Never Wanted to Go to France, Anyway) avec Clive Revill
13. L'Apprenti sorcier (Summer School) avec Tate Donovan
14. Coup de force (Mad Dogs and Englishmen) avec Darleen Carr
15. Sur le pont tous les malfaiteurs (All Thieves On Deck) avec Sarah Douglas
16. Cette île n'est pas assez grande (This Island Isn't Big Enough) avec Clyde Kusatsu
17. L'Esprit de revanche (Way of the Stalking Horse) avec Clu Gulager
18. Trouve-moi un arc-en-ciel (Find Me a Rainbow) avec Stella Stevens
19. Échec au président (Who Is Don Luis and Why Is He Doing These Terrible Things to Me ?) avec Anthony LaPaglia
20. La Roue de la fortune (A Little Bit of Luck... A Little Bit of Grief) avec Pat Corley
21. Photo d'artiste (Photo Play)

### Septième saison (1986-1987)
1. Les Demoiselles de Los Angeles : 1re partie (L.A.: Part 1) avec Ina Balin
2. Les Demoiselles de Los Angeles : 2e partie (L.A.: Part 2) avec Dana Delany
3. Sans défense (One Picture Is Worth) avec Roy Jenson
4. Retrouvailles (Straight and Narrow) avec Candy Clark
5. Le Trophée de l'année (A.A. P.I.) avec Stephen J. Cannell
6. Comptes et comptines (Death and Taxes) avec Jean Bruce Scott
7. De qui la fille ? (Little Girl Who) avec Soon-Tek Oh
8. Ascenseur pour nulle part (Paper War) avec James Shigeta
9. Magnum à la une 1re partie (Novel Connection) (début du crossover avec la série Arabesque, saison 3, épisode 8) avec Angela Lansbury
10. Kapu l'île interdite (Kapu) avec Larry Pennell
11. Mélodie perdue (Missing Melody) avec Alfonso Ribeiro
12. Mentor (Mentor) avec Michael Constantine
13. Les Guerriers de l'automne (Autumn Warrior) avec Dennis Haskins
14. Meurtre dans la nuit (Murder by Night) avec Henry Jones
15. Haute voltige (On the Fly)
16. Dialogue au sommet (Solo Flight) avec Norman Fell
17. Quarante ans (Forty) avec James Hong
18. L'Homme du Bronx (Laura) avec Frank Sinatra
19. Deux coups pour rien (Out of Sync) avec Dana Delany
20. Coup de théâtre (The Aunt Who Came to Dinner) avec Barbara Rush
21. Ministère public contre Rick (The People Versus Orville Wright) avec Elisha Cook Jr.
22. Du côté de chez Mac (Limbo) avec John Beck

### Huitième saison (1987-1988)
1. Coma (Infinity and Jelly Doughnuts) avec Jeff MacKay
2. Métamorphoses (Pleasure Principle) avec Julia Migenes
3. L'innocence au travail (Innocence... A Broad) avec Kenneth McMillan
4. L'étoffe d'un champion (Tigers Fan) avec James Karen
5. Recommencement (Forever in Time) avec Gregg Henry
6. Mensonges d'amour (The Love That Lies) avec Eileen Brennan
7. Les enfants terribles (A Girl Named Sue) avec Carol Burnett
8. Raison d'état (Unfinished Business) avec Lance LeGault
9. Passeport pour le paradis (The Great Hawaiian Adventure Company)
10. À la recherche de l'art perdu (Legend of the Lost Art) avec Kabir Bedi
11. Maux d'auteur (Transitions) avec Eugene Roche
12. À la recherche de Lily : 1re partie (ou) Résolutions : 1re partie (Resolutions: Part 1) avec Howard Duff
13. À la recherche de Lily : 2e partie  (ou) Résolutions : 2e partie (Resolutions: Part 2) avec Brandon Call